# DONALD-Studie
Die DONALD-Studie (Abkürzung für: DOrtmund Nutritional and Anthropometric Longitudinally Designed) startete 1985 als eines der zentralen Forschungsprojekte am Forschungsinstitut für Kinderernährung Dortmund (FKE). Im Jahr 2012 wurde die DONALD-Studie als Dortmunder Außenstelle des Instituts für Ernährungs- und Lebensmittelwissenschaften (IEL), Fachbereich Ernährungsepidemiologie, in die Rheinische Friedrich-Wilhelms-Universität Bonn integriert. Das Studienzentrum ist in Dortmund-Brünninghausen.
Die DONALD-Studie erhält eine Grundfinanzierung vom Land Nordrhein-Westfalen und ist registriert beim Deutschen Register Klinischer Studien (DRKS00029092).

## Studienziele
Übergeordneten Ziele der DONALD-Studie sind:
- Analyse von Wechselwirkungen zwischen Ernährung, Stoffwechsel, Entwicklung und Wachstum bei gesunden Kindern
- Ermittlung intra- und inter-individueller Trends in der Nährstoffaufnahme  und im Ernährungsverhalten
- Bereitstellung von Ernährungsdaten für spezifische Expositionsabschätzungen
- Bereitstellung metabolischer Referenzdaten von gesunden Kindern und Jugendlichen

## Studienkollektiv
In die DONALD-Studie eingeschlossen werden Probanden aus dem Raum Dortmund, deren Mütter oder Väter interessiert und bereit sind, langfristig an einer Longitudinalstudie teilzunehmen; vorausgesetzt ein Elternteil verfügt über ausreichend deutsche Sprachkenntnisse. Die Rekrutierung erfolgt unsystematisch über Empfehlungen aktiver Studienteilnehmer beziehungsweise durch Hebammen, Kinderärzte und Eltern-Kind-Gruppen. Aufgrund der hohen Anforderungen hinsichtlich des Umfangs und der Dauer der Datenerhebung, die an die Probanden gestellt werden, ist das Kollektiv der DONALD-Studie nicht repräsentativ.

## Studiendesign
Die DONALD-Studie ist als dynamische (offene) Langzeit-Kohorten-Studie konzipiert. Seit 1985 werden jährlich etwa 35–40 gesunde Säuglinge im Alter von drei bis sechs Monaten neu in die Studie aufgenommen (bislang über 1.500 Teilnehmer). Vorgesehen sind engmaschige Untersuchungen vom Säuglings- bis ins Erwachsenenalter mit detaillierter Datenerhebung zu Ernährung, Wachstum, Entwicklung, Stoffwechsel und Gesundheitsstatus. Seit 2005 werden die Teilnehmer im Anschluss zu regelmäßigen Nachuntersuchungen alle 5 Jahre eingeladen.

## Untersuchungsmethoden

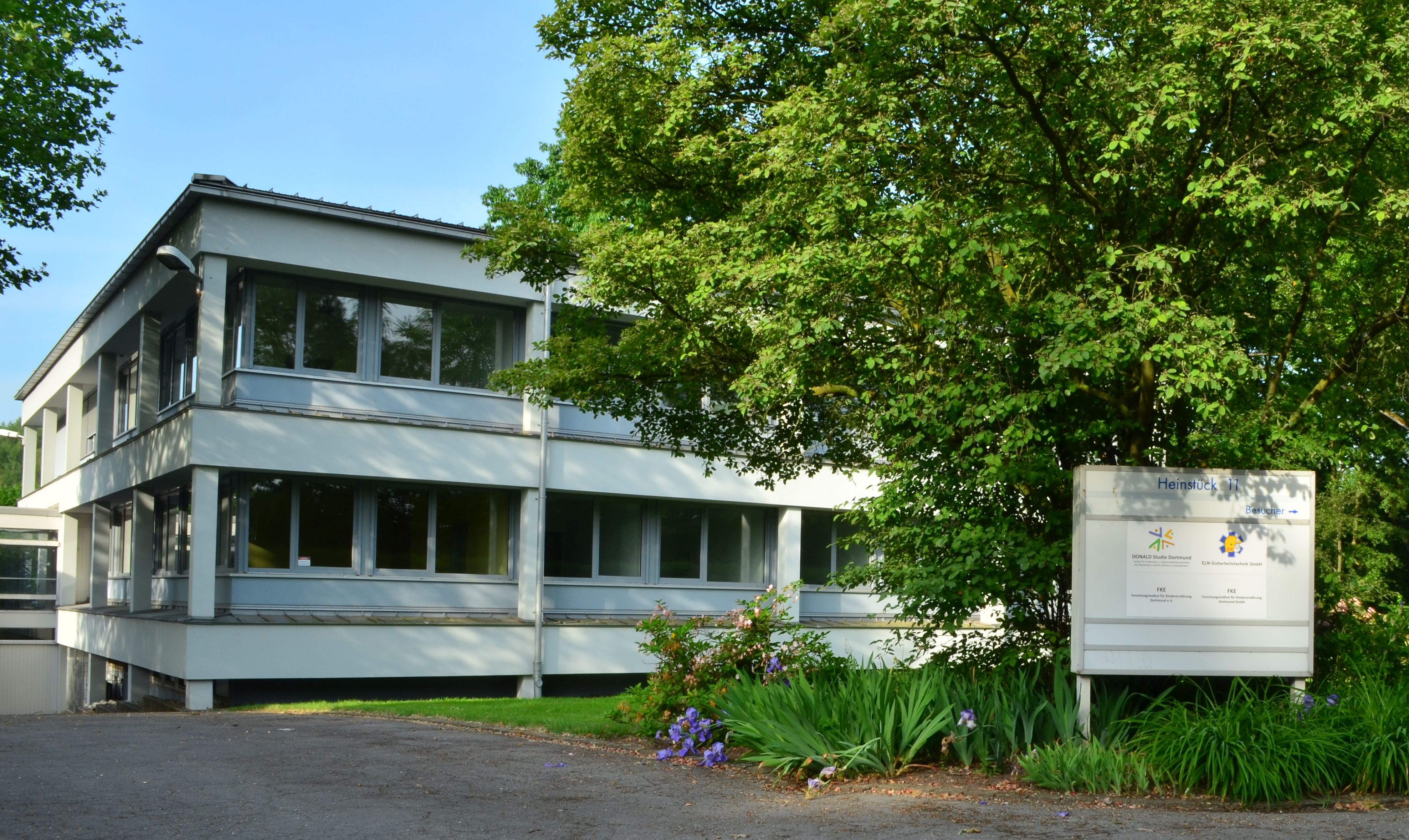
DONALD Studienzentrum

### Anthropometrische Messungen
Je nach Alter der Teilnehmer werden bei jedem Besuch verschiedene anthropometrische Messungen vorgenommen. Für die Messungen tragen die Kinder nur Unterwäsche und keine Schuhe.
Bei jeder Untersuchung werden gemessen:
- Größe bzw. Länge (auf 0,1 cm)
- Gewicht (auf 100 g)
- Oberarmumfang (auf 0,1 cm)
- vier Hautfettfalten (Bizeps, Triceps, subscapulare und iliacale Hautfettfalte, auf 0,1 mm).

Basierend auf den Hautfettfalten kann der Körperfettanteil der Probanden zu bestimmten Alterszeitpunkten geschätzt werden. Calipometrie
Ab einem Alter von 3 Jahren werden zusätzlich gemessen:
- Hüft- und Taillenumfang (auf 0,1 cm) und
- Sitzhöhe (auf 0,1 cm)

Nur zu bestimmten Alterszeitpunkten gemessen werden:
- Kopfumfang
- Becken- und Schulterbreite sowie
- Oberschenkel- und Wadenumfang

Eltern werden alle 4 Jahre vermessen.

### Medizinische Untersuchung
- Der gegenwärtige Gesundheitszustand sowie im zurückliegenden Jahr aufgetretene Erkrankungen werden erfasst.
- Der Blutdruck wird ab einem Alter von 4 Jahren gemessen.
- Zu bestimmten Altersanlässen werden zusätzliche medizinische Untersuchungen wie Lungenfunktionstests (Spirometrie), Muskelfunktionstests (Sprungplatte) und Gefäßwanddicke (Intima Media) der Arterie Carotis Communis durchgeführt.

### Befragung und Anamnese
Bei jeder Untersuchung wird eine Reihe von Standardfragen gestellt:
- Fragen zu akuten Erkrankungen im zurückliegenden Jahr
- Schlafgewohnheiten
- Ernährungsvorlieben und -abneigungen
- Kinderbetreuung
- Präventivmaßnahmen (Vitamin D und Fluorid)
- Nutzung präventivmedizinischer Dienste.

Ab einem Alter von 12 Jahren werden zusätzlich erfragt:
- Rauchgewohnheiten
- der Konsum alkoholischer Getränke
- Parameter eines restriktiven Ernährungsverhaltens.

Während der Studie werden mehrfach Daten zum sozioökonomischen Status erhoben (elterliche Schulbildung, Ausbildung, Beruf und Wohnsituation).

### Körperliche Aktivität und Leistungsfähigkeit
Daten zur körperlichen Aktivität werden in der DONALD-Studie mit Fragenbögen erhoben. Ziel ist das Bilden einer Rangordnung innerhalb der Studienpopulation hinsichtlich der Höhe der körperlichen Aktivität und eine Unterscheidung von aktiven und inaktiven Probanden, nicht die Ermittlung absoluter Werte auf Individualebene.
Seit Juni 2004 wird die körperliche Leistungsfähigkeit der DONALD Probanden mit einer Ground Reaction Force Platform (GRFP) [NOVOTEC Medical GmbH] erhoben.

### Ernährungsprotokoll
An drei aufeinander folgenden Tagen wiegen die Teilnehmer (im Kindesalter die Eltern) alle verzehrten Lebensmittel, Rezepte und Getränke mit Hilfe einer vom Studienzentrum zur Verfügung gestellten digitalen Waage (Genauigkeit: 1 g).
Stillende Mütter erhalten eine Babywaage, mit der das Kind vor und nach dem Stillen gewogen wird.
Beim Verzehr von Fertigprodukten wird die Marke des Produktes notiert und die Verpackungen bzw. Etiketten gesammelt und dem Protokoll beigefügt.
Wird ein Lebensmittel bzw. ein Snack „außer Haus“ verzehrt und die Benutzung einer Waage ist nicht möglich, können die verzehrten Mengen in haushaltsüblichen Maßen (Teelöffel, Esslöffel, Tasse, Stück usw.) unter Angabe der Art, des Markennamens bzw. eines Rezeptes geschätzt werden.
Alle protokollierten Lebensmittel werden kodiert und mit der institutseigenen Lebensmitteldatenbank LEBTAB verknüpft, um je nach Fragestellung die Zufuhr von Nährstoffen und Energie zu berechnen. LEBTAB enthält detaillierte Daten zu Nährwerten der in der DONALD-Studie protokollierten Grundnahrungsmittel, Produkte für Säuglinge und Kleinkinder, Fertigprodukte, Supplemente und diätetische Lebensmittel. Die Nährstoffdaten der Grundlebensmittel basieren auf dem Bundeslebensmittschlüssel (BLS). Nährwerte von Fertigprodukten werden anhand der deklarierten Nährstoffe und Zutatenlisten mit Berücksichtigung der gegebenenfalls durchgeführten Anreicherung geschätzt. Jedes neue oder modifizierte von den DONALD Probanden protokollierte Produkt erhält einen neuen Eintrag (Lebensmittelcode) in LEBTAB. Zusatz- und Aromastoffe werden seit 2004 qualitativ erfasst.

### 24-Stunden-Urin
Kann das Kind die Toilette benutzen (ab dem 3.–4. Lebensjahr), wird nach einem standardisierten Prozedere ein 24-Stunden-Urin am 3. Tag der Ernährungserhebung gesammelt.
Im Labor der DONALD-Studie werden nach dem Auftauen, Mischen und der genauen Bestimmung des Urinvolumens Parameter des Säure-Basen-Haushaltes, Kreatinin, Osmolalität und Harnstoff analysiert und mit handelsüblichen Teststreifen u. a. auf Leukozyten, Eiweiß und Hämoglobin hin untersucht.
Von jedem 24h-Urin werden Aliquote der Proben für spätere Analysen und zukünftige Fragestellungen tiefgefroren (Urinbank, −22 °C). Bei bestimmten projektbezogenen Fragestellungen können aus den aufgetauten Proben projektspezifische Stoffwechselparameter, Biomarker und/oder ernährungs- und stoffwechselrelevante Hormonmetabolite gemessen werden.

### Blutabnahme
Seit Januar 2005 werden alle über 18-Jährigen zu einer Nüchternblutabnahme gebeten. In der Blutprobe wird routinemäßig ein großes Blutbild (incl. Leber- und Nierenfunktionswerte, Blutzucker, Blutfettwerte, Eisen) bestimmt.
Das Serum wird durch Zentrifugation bei 3100/min gewonnen und in Fraktionen von 500 µl bei −80 °C für weitergehende Analysen gelagert. Aus den Proben werden im Rahmen von Drittmittelprojekten spezifische Parameter bestimmt (z. B. Insulin, Parameter der IGF-1-Achse, Entzündungsparameter).

## Datenpool
Bis 2022 wurden insgesamt 2,375 (♂: 1,177; ♀: 1,198) Teilnehmer für die DONALD-Studie rekrutiert.
Aus dem Beobachtungszeitraum 1985 bis 2022 liegen ~30,700 anthropometrischen Messungen, ~19,200 Ernährungsprotokolle, ~10,600 24-h-Urine und ~1,300 Blutproben vor.

## Ausgewählte Teilergebnisse
- Die molekularen Mechanismen, durch die körperliche Aktivität die allgemeine Gesundheit beeinflusst, sind bisher wenig bekannt. Die ungezielte Metabolomik ermöglicht eine systemweite Kartierung molekularer Störungen, die Aufschluss über physiologische Reaktionen auf regelmäßige körperliche Aktivität geben können. In der DONALD-Studie wurden die Assoziationen zwischen gewohnheitsmäßiger körperlicher Aktivität und dem Metabolom von Plasma und Urin bei Jugendlichen und jungen Erwachsenen untersucht. Die habituelle körperliche Aktivität war nur bei den männlichen Teilnehmern positiv mit dem Muster „Lipide, Aminosäuren und Xenometabolite“ in den Plasmaproben assoziiert. Bei beiden Geschlechtern wurde kein Zusammenhang zwischen körperlicher Aktivität und einzelnen Metaboliten in Plasma und Urin sowie Metabolitenmustern im Urin festgestellt. Diese explorative Auswertung deutet darauf hin, dass körperliche Aktivität mit Veränderungen einer Gruppe von Metaboliten verbunden ist, die sich im Plasmametabolitenmuster bei Männern widerspiegeln. Diese Ergebnisse können Einblicke in einige der zugrunde liegenden Mechanismen geben, die die Auswirkungen körperlicher Aktivität modulieren.[2]
- Jugendlichen mit einem späteren Chronotyp, die ihre Mahlzeit mit der höchsten Zufuhr von Nahrungsenergie später am Tag zu sich nahmen, hatten eine höhere fettfreie Körpermasse.[3]
- Ob es einen Zusammenhang gibt zwischen der Jodversorgung, der Vererbung und kognitiven Fähigkeiten, wurde anhand der Jodausscheidung im 24h-Urin, der Genetik und einem kognitiven Test bei 238 Studienteilnehmern untersucht (mittleres Alter: 16,5 Jahre). Eine bedarfsgerechte Jodausscheidung war mit einer besseren Kognition verbunden. Der ebenfalls festgestellte Zusammenhang zwischen der Genetik und den Ergebnissen des kognitiven Tests veränderte diese Assoziation nicht.[4]
- Trendanalysen auf der Grundlage von Ernährungsprotokollen deuten auf einen Rückgang der Aufnahme von Gesamtzucker, zugesetztem und freiem Zucker bei Kindern und Jugendlichen in Deutschland seit 2005 hin. Die Zufuhr von Gesamtzucker nahm mit dem Alter ab[5].  Da die Erfassung des Zuckerkonsums durch Selbstangaben in epidemiologischen Studien kritisiert wird, wurden Zeit- und Alterstrends bei der Fruktoseausscheidung, der Saccharoseausscheidung und der Summe beider Werte im Urin als Biomarker für die Zuckeraufnahme bei 8,5- bis 16,5-jährigen Jugendlichen analysiert. Zwischen 1990 und 2016 nahmen sowohl Ausscheidung von Fructose als auch die Summe aus Fructose und Saccharose ab. Ein geringfügiger Anstieg der Ausscheidung während der Adoleszenz war auf Fructose beschränkt. Diese Ergebnisse unterstützen den zuvor beschriebenen Rückgang der Zuckeraufnahme seit 2005. Ein Rückgang der Gesamtzuckerzufuhr von der Kindheit bis zur späten Adoleszenz wurde jedoch nicht bestätigt.[6]
- Zeit- und Alterstrends bei der Zufuhr von freien Zuckern (Summe aus zugesetzten Zuckern und Zucker aus Säfte, als % der Energiezufuhr) aus Lebensmittelgruppen bei 3- bis 18-Jährigen (1985–2016) wurden anhand von 10.761 Ernährungsprotokollen von 1312 Teilnehmern der DONALD-Studie (660 Jungen, 652 Mädchen) mit Hilfe von polynomialen Regressionsmodellen analysiert. Bei den Mädchen nahm die Zufuhr von Zucker und Süßigkeiten von 1985 bis 2016 ab, nicht jedoch bei den Jungen. In der Gesamtstichprobe stieg die Zufuhr freier Zucker aus Säften bis 2000 an und nahm seit 2005 ab. Freie Zucker aus zuckergesüßten Getränken nahmen von 1985 bis 2016. Jüngere Kinder konsumierten mehr freie Zucker aus Säften als ältere, die eine höhere Zufuhr von freien Zuckern aus zuckergesüßten Getränken hatten. Die Aufnahme freier Zucker aus Zucker und Süßigkeiten stieg bis zur frühen Adoleszenz an und nahm danach ab. Da Zucker und Süßigkeiten die Hauptquelle der Zufuhr von freien Zuckern darstellen und die Quelle mit dem geringsten Rückgang der Aufnahme sind, sollten sich die Maßnahmen der öffentlichen Gesundheit auf diese Produkte konzentrieren.[7]
- Die tägliche Mahlzeiten- und Snackhäufigkeit ist bei Kindern höher als bei Jugendlichen, veränderte sich aber im Auswertungszeitraum (1985–2014) nicht. Die Dauer des nächtlichen Fastens (Duration of Nightly Fasting, DNF) stieg mit dem Alter an, möglicherweise aufgrund einer sinkenden Schlafdauer. Die beobachtete steigende DNF im Studienzeitraum ist möglicherweise auf eine Zunahme des Frühstücksverzichts zurückzuführen.[8]
- Kinder, die im Alter von 7/8 Jahren morgens weniger Fett und mehr Kohlenhydrate verzehrten, hatten mit 10/11 Jahren einen höheren Fettmasse-Index (FMI). Dem deutlichen Unterschied in der Fettmasse lag allerdings nur eine geringfügige Veränderung der Lebensmittelauswahl zugrunde: Für ein fettreicheres Frühstück wurde Brot eher mit Käse, Wurst oder Ei belegt als mit Marmelade oder Honig bestrichen und die Basis eines Müslis waren eher Haferflocken und Nüsse anstelle von verarbeiteten Cerealien.[8]
- Im Säuglingsalter ist der Gemüseverzehr bei Verwendung selbsthergestellter Beikost höher als bei kommerzieller Beikost. Jungen, die im Säuglingsalter mehr kommerzielle Beikost bekommen hatten, aßen auch im Kleinkindalter weniger Gemüse, auch im Schulalter war der Verzehr von Obst und Gemüse zusammen bei diesen Jungen geringer, aber nicht bei Mädchen. Auch für Zuckerzusätze konnte eine höhere Zufuhr bei kommerzieller Beikost im Säuglingsalter beobachtet werden, der prädiktiv für die Zufuhr zugesetzter Zucker auch im Kleinkind- und Grundschulalter bei beiden Geschlechtern war. Wurde für die Zufuhr zugesetzter Zucker im Säuglingsalter adjustiert, schwächte sich dieser Zusammenhang ab, was dahingehend interpretiert werden kann, dass der Zuckergehalt der Beikost an sich und nicht die Zubereitungsart der entscheidende Faktor war.[9][10][11]
- Die Ballaststoffzufuhr und Vollkornzufuhr während der Pubertät war nicht mit der Entwicklung der Körperzusammensetzung in der Pubertät assoziiert. Eine Erhöhung des glykämischen Index der Kost könnte sich ungünstig auf die Körperzusammensetzung von Jugendlichen auswirken, die zu Pubertätsbeginn bereits übergewichtig sind.[12]
- Eine höhere Zufuhr an „Convenience Food“ hängt bei Jungen prospektiv mit einer leichten Zunahme des Körperfettanteils zusammen.[13]
- Kinder, die im 2. Lebensjahr (18 und 24 Monate) konsistent kurz schlafen, entwickeln bis zum 7. Lebensjahr einen höheren Fettmasseindex (kg/m²) als jene, die eine variable Schlafdauer aufweisen oder konsistent lang schlafen.[14]
- Bei Mädchen war eine Zunahme des Konsums an gezuckerten Erfrischungsgetränken mit einem Anstieg im BMI verbunden. Diese Assoziation war vor allem auf eine ungünstige Auswirkung durch eine Zunahme im Saftkonsum zurückzuführen. Für Jungen fanden sich keine Zusammenhänge zwischen dem Konsum an gezuckerten Erfrischungsgetränken und der Körperzusammensetzung.[15]
- Geringe Mengen an zugesetztem Zucker im 1. Lebensjahr scheinen nicht kritisch für den BMI bzw. den Körperfettanteil mit 7 Jahren. Wird die Zuckerzufuhr im 2. Lebensjahr deutlich erhöht, könnte sich dies jedoch ungünstig auf den BMI mit 7 Jahren auswirken.[16]
- Der knochenanabole Proteineffekt wird offenbar bei ungenügender Ingestion von (im Stoffwechsel) alkalisierend wirkenden Mineralstoffen aus Obst und Gemüse zumindest teilweise wieder aufgehoben.[17][18]
- Nach einem konstanten Niveau der 24-h Jodurie in 2004–2006 wurde anschließend ein signifikanter Rückgang bis 2009 beobachtet. Die mediane Jodkonzentration sank 2007–2009 unter die von der WHO empfohlene Referenz von 100 µg/L. Die wichtigsten Jodlieferanten waren Salz und Milch. Für die Beiträge von Salz und Fisch an der Jodversorgung deutete sich zwischen 2004–2006 und 2007–2009 ein Rückgang an.[19][20]
- Kinder, die in ihren ersten zwei Lebensjahren überproportional stark an Gewicht zulegten, kamen im Schnitt 4 Monate früher in die Pubertät. Zudem war ein Geburtsgewicht von 2500 bis <3000 g mit einem um 7 Monate früheren Pubertätsbeginn assoziiert.[21]